# بستنی (ترانه بلک‌پینک و سلنا گومز)
«بستنی» یا «آیس کِریم» (به انگلیسی: Ice Cream) ترانه‌ای از گروه دخترانه کره‌ای بلک پینک و خواننده آمریکایی سلنا گومز است. این ترانه در ۲۸ اوت ۲۰۲۰ به‌عنوان دومین تک‌آهنگ از اولین آلبوم استودیویی کره‌ای زبان بلک پینک، بلک پینک: آلبوم منتشر شد.

## زمینه
در ۲۳ ژوئیه ۲۰۲۰، وای‌جی انترتینمنت یک پوستر تیزر را برای همکاری جدید بین بلک پینک با یک هنرمند بی‌نام را منتشر کرد که قرار است در ماه اوت منتشر شود. در ۲۸ ژوئیه، این گروه تاریخ اولین آلبوم استودیویی کره‌ای زبان خود را با نام بلک پینک: آلبوم در ۲ اکتبر ۲۰۲۰ اعلام کرد. در ۱۲ اوت ۲۰۲۰، مشخص شد که این هنرمند ناشناس، سلنا گومز خواننده آمریکایی است. در ۲۱ اوت ۲۰۲۰، فاش شد که عنوان این همکاری «بستنی» خواهد بود. در ۲۴ اوت، یک تیزر تبلیغاتی با همراهی سلنا گومز و بلک پینک که در حال تماس تصویری با یکدیگر و پخش موسیقی‌شان در پس زمینه تیزر، منتشر شد. در ۲۵ اوت، تیزرهایی شامل عکس‌هایی از جنی و رزی از اعضای گروه منتشر شد. در ۲۶ اوت، تیزر موزیک ویدئو منتشر شد.

## موزیک ویدئو
در تاریخ ۲۷ اوت ۲۰۲۰، بلک‌پینک تیزر موزیک ویدیوی «بستنی» را در کانال یوتیوب خود منتشر کرد. در ۲۸ اوت، موزیک ویدیو منتشر شد. روز بعد، بلک پینک پشت صحنه موزیک ویدئو را منتشر کرد. در این ویدئو مشخص شد که صحنه‌های بلک‌پینک در کره جنوبی فیلمبرداری شده است، در حالی که صحنه‌های گومز به دلیل دنیاگیری کروناویروس در آمریکا فیلمبرداری شده است.

## پرسنل
اعتبارات از تیدال اقتباس شده است.
- بلک پینک – آواز
- سلنا گومز – آواز، ترانه‌نویس
- تدی – تهیه‌کننده، ترانه‌نویس
- تامی براون – تهیه‌کننده، ترانه‌نویس
- 24 – تهیه‌کننده، ترانه‌نویس
- Mr. Franks – تهیه‌کننده، ترانه‌نویس
- آریانا گرانده – ترانه‌نویس
- Victoria Monét – ترانه‌نویس
- Bekuh Boom – ترانه‌نویس
- Serban Ghenea – میکسر

## تاریخچه انتشار
| منطقه        | زمان           | فرمت                     | ناشر            | منا.   |
| ------------ | -------------- | ------------------------ | --------------- | ------ |
| جهانی        | ۲۸ اوت ۲۰۲۰    | دانلود دیجیتال استریمینگ | وای‌جی اینترسکوپ | [ ۴ ]  |
| استرالیا     | ۲۸ اوت ۲۰۲۰    | Contemporary hit radio   | YG              | [ ۱۴ ] |
| ایالات متحده | ۱ سپتامبر ۲۰۲۰ | Contemporary hit radio   | وای‌جی اینترسکوپ | [ ۱۵ ] |